# モンストラス・ムーンシャイン
数学において、モンストラス・ムーンシャイン（英: monstrous moonshine）もしくはムーンシャイン理論（英: moonshine theory）とは、モンスター群とモジュラー函数、特に j-不変量との間の予期せぬ関係を指し示す用語、およびそれを記述する理論である。1979年にジョン・コンウェイとサイモン・ノートン(Simon Norton)により命名された。今ではその背景として、モンスター群を対称性として持つある共形場理論があることが知られている。コンウェイとノートンによって考案されたムーンシャイン予想は1992年、リチャード・ボーチャーズにより、弦理論や頂点作用素代数(vertex operator algebra; VOA)、一般カッツ・ムーディ代数を用いて証明された。

## 歴史
1978年、ジョン・マッカイ(John McKay)は、j (τ) のフーリエ展開（オンライン整数列大辞典の数列 A000521）
{\displaystyle j(\tau )={\frac {1}{q}}+744+196884{q}+21493760{q}^{2}+864299970{q}^{3}+20245856256{q}^{4}+\cdots }
における最初のいくつかの項の係数が、モンスター群 M の既約表現の次元 {\displaystyle r_{n}} （オンライン整数列大辞典の数列 A001379 ）の、小さな非負実数を係数とする線型結合として表し得ることを発見した（ここで、{\displaystyle {q}=e^{2\pi i\tau }} 、τ は半周期比率(half-period ratio)）。
実際、{\displaystyle r_{n}} = 1, 196883, 21296876, 842609326, 18538750076, 19360062527, 293553734298, ... とすると、
{\displaystyle {\begin{aligned}1&=r_{1}\\196884&=r_{1}+r_{2}\\21493760&=r_{1}+r_{2}+r_{3}\\864299970&=2r_{1}+2r_{2}+r_{3}+r_{4}\\20245856256&=3r_{1}+3r_{2}+r_{3}+2r_{4}+r_{5}\\333202640600&=5r_{1}+5r_{2}+2r_{3}+3r_{4}+2r_{5}+r_{7}\\\end{aligned}}}
となる。
（ rn の間には {\displaystyle r_{1}-r_{3}+r_{4}+r_{5}-r_{6}=0} のように多くの線型関係が存在するので、このような表現には複数の方法が存在することがある。）マッカイはこの証拠として、M の自然に発生する無限次元の次数付き表現が存在し、この表現の次数次元が j の係数で与えられ、上記のように低いウェイトの部分が既約表現へ分解されることを発見した。マッカイがジョン・トンプソンにこの発見を話すと、トンプソンは、次数次元がまさに単位元の次数付きトレースとなっているので、そのような表現における M の 非自明元 g の次数付きトレースが、同じく注目すべき対象となると示唆した。
コンウェイとノートンは、今日マッカイ・トンプソン級数(McKay–Thompson series) Tg として知られている、そのような次数付きトレースの低次の項を計算し、トレースのすべてが Hauptmodul の展開として現れることを発見した。言い換えると、Gg が、Tg を固定したSL2(R)の部分群であれば、複素平面の上半平面の Gg による商が、有限個の点を取り去った球面となり、さらに Tg はこの球面の上の有理函数の体を生成する。
コンウェイとノートンはこの計算に基づいて Hauptmodul のリストを作成し、M の無限次元の次数付き表現の存在を予想した（コンウェイ-ノートン予想）。その次数付きトレース Tg は正確にこれらのリストの函数の展開となる。
1980年、オリバー・アトキン(A. Oliver L. Atkin)、ポール・フォング(Paul Fong)とステファン・スミス(Stephen D. Smith)は、コンピュータ計算によって、 j の係数を、トンプソンの発見した境界の差異を除いた M の表現（次元）に分解することで、そのような次数付き表現が存在することを示した。イーゴル・フレンケル(Igor Frenkel)、ジェームズ・レポウスキー(James Lepowsky)とアーネ・ミュールマン(Arne Meurman)は、その表現を具体的に構成し、マッカイ・トンプソン予想に実効的な解を与えた。さらにフレンケルらは、構成したムーンシャイン加群 {\displaystyle V^{\natural }} と呼ばれるベクトル空間が、頂点作用素代数(vertex operator algebra)の加法構造を持ち、その自己同型群が正確に M に一致することを示した。
ボーチャーズは1992年にムーンシャイン加群に関するコンウェイ-ノートン予想を証明し、1998年にこの予想の解決を根拠のひとつとして、フィールズ賞を受賞した。

## モンスター加群
フレンケル・レポウスキー・ミュールマンの構成では主に2つのツールを用いる。
1. ランク n の偶の格子 L の格子頂点作用素代数 VL の構成。物理学の言葉では、これはトーラス Rn/L 上のコンパクト化されたボゾン弦のカイラル代数である。カイラル代数は、大まかには、n-次元の振動子表現を持つ L の群環のテンソル積として記述される（可算無限個の生成子を持つ多項式環と同型となる）問題のケースでは、L をランクが 24 のリーチ格子（英語版）(Leech lattice)とする。
2. 軌道体（英語版）(orbifold)の構成。 物理学の言葉では、これは商軌道体の上を伝搬するボゾン弦を記述する。フレンケル・レポウスキー・ミュールマンの構成は、最初は共形場理論の中に現れる軌道体であった。リーチ格子の -1 対合について、VL の対合 h と、既約な h-ツイストした VL加群（これは h をリフトする対合の性質を引き継ぐ）が存在する。ムーンシャイン加群を得るには、VL とそのツイストした（英語版）加群の直和における、h の不動点の部分空間をとればよい。

フレンケル、レポウスキー、ミュールマンは、ムーンシャイン加群の頂点作用素代数としての自己同型群は M であり、その次数次元は j のフーリエ展開を与えることを示した。

## ボーチャーズの証明
リチャード・ボーチャーズによるコンウェイ-ノートン予想の証明は、次の主要なステップに分けることができる。
1. 頂点作用素代数 V、自己同型による M の作用、次数次元 j から始める。これはムーンシャイン加群によって得られ、モンスター頂点代数やモンスターVOAと呼ぶ。
2. モンスターリー代数（英語版）と呼ばれるリー代数 {\displaystyle {\mathfrak {m}}} を、量子化函手を使い V から構成する。このリー代数は、自己同型によるモンスター作用を持つ一般カッツ・ムーディリー代数である。 弦理論のゴダード・ソーンの「ノーゴースト」定理（英語版）(Goddard–Thorn "no-ghost" theorem)を用いると、根の重複度が j の係数であることがわかる。
3. 小池・ノートン・ザギエ無限乗積恒等式を使い、生成子と関係から一般カッツ・ムーディリー代数を構築する。この恒等式は j にヘッケ演算子（英語版）を適用すると j の多項式が導かれることを用いて証明される。
4. 根の重複度を比較することにより、2つのリー代数が同型であることが分かる。特に {\displaystyle {\mathfrak {m}}} についてのワイルの分母公式(Weyl denominator formula)は正確に小池・ノートン・ザギエ恒等式に一致する。
5. リー代数ホモロジー（英語版）とアダムズ作用素（英語版）を使うことにより、各々の元に対してツイストされた分母公式を与える。これらの恒等式は、小池・ノートン・ザギエ恒等式を j に関連付けるのとほぼ同じ方法で、マッカイ・トンプソン級数 Tg に関連付ける。
6. ツイストされた分母公式から、Tg の係数上の再帰的な関係式が導かれる。これらの関係式は、最初の 7つの項がコンウェイとノートンにより与えられた函数に一致することを確認するだけでよいほど、十分に強力である。

このようにして、証明は完成した。ボーチャーズが後に語る所によると「ムーンシャイン予想を証明した際、私はまさに月をも飛び超えるほどの舞い上がり様でした。」「ある種の薬物を摂取した人の感じる気分とはこれの事なのかと、偶に思ったりもします。その仮説を検証した事は無いので、定かではありませんが。」

## 一般ムーンシャイン
コンウェイとノートンは、1979年の論文でムーンシャイン現象はモンスター群に限らず、同様の現象が他の群でも起こりうることを示唆した。1980年に、ラリッサ・クイーン(Larissa Queen)らは実際に、散在群の次元の単純な組み合わせから多くの Hauptmodul の展開 (マッカイ・トンプソン級数 Tg) を構成することができることを発見した。
- T1A モンスター群(Monster group) M
- T2A ベビーモンスター（英語版）(Baby monster) F2
- T3A フィシャー群（英語版）(Fischer group) Fi23, Fi24
- T3C トンプソン群（英語版）(Thompson group) Th = F3
- T4A コンウェイ群（英語版）(Conway group) Co1, Co2, Co3
- T4A マクローリン群（英語版）(McLaughlin) McL
- T5A 原田・ノートン群（英語版）(Harada-Norton group) HN = F5
- T6A フィシャー群（英語版）(Fischer group) Fi22
- T7A ヘルド群（英語版）(Held group) He = F7
- T10A ヒグマン・シムス群（英語版）(Higman-Sims group) HS

1987年、ノートンはクイーンの結果と自身の計算を組み合わせ、一般ムーンシャイン予想を定式化した。この予想は、モンスター群の各々の元 g、次数付きベクトル空間 V(g)、各々の元と元の交換子 (g, h) に対して、以下の条件を満たす上半平面上の正則函数 f(g, h, τ) を関係づける規則が存在するという予想である。
1. 各々の V(g) は、M の元である g の中心化元の次数付き射影表現である。
2. 各々の f(g,h,τ) は、定数函数かもしくは、Hauptmodul である。
3. 各々の f(g,h,τ) は、M の元 g, h の同時共役の下に不変である。
4. 各々の (g,h) に対して、f(g,h,τ) の表現が次数付きトレースによって与えられるような、V(g) 上の線型変換への h のリフトが存在する。
5. 任意の {\displaystyle {\begin{pmatrix}a&b\\c&d\end{pmatrix}}\in SL_{2}(\mathbf {Z} )} に対し、{\displaystyle f\left(g,h,{\frac {a\tau +b}{c\tau +d}}\right)} は {\displaystyle f\left(g^{a}h^{c},g^{b}h^{d},\tau \right)} に比例する。
6. f(g,h,τ) が j に比例することと、g = h = 1 とは同値である。

この予想は、コンウェイ-ノートン予想の一般化である。その理由は、ボーチャーズの定理は g が恒等元の場合に対応するためである。今日まで、この予想は未解決である。
1988年に、ディクソンらは、コンウェイ-ノートン予想のように、一般ムーンシャイン予想もまた物理的な解釈を持つと提案した。ディクソンらはベクトル空間 V(g) をモンスター対称性を持った共形場理論のツイストしたセクターとして解釈し、また、函数 f(g,h,τ) を種数 1 を分配函数として解釈した。この解釈では、ツイストされた境界条件に沿って貼り合わせることでトーラスを作ることができる。数学のことばでは、ツイストしたセクターは既約なツイストした加群であり、分配函数は主モンスターバンドルを持つ楕円曲線に対応し、このバンドルの同型タイプは 1-サイクルの基底、つまり可換な元のペアに沿ったモノドロミーにより記述される。

## 量子重力との予想される関係
2007年、エドワード・ウィッテンは、AdS/CFT対応から、 (2+1)-次元反ド・ジッター空間の純粋量子重力と、臨界正則CFTの間の双対性が導かれることを示唆した。(2+1)-次元の純粋重力は局所自由度を持たないが、宇宙定数が負のときはBTZブラックホール解が存在するために非自明なことが起きる。ハーン(G. Höhn)により導入された臨界CFTは、低エネルギーではヴィラソロプライマリー場(Virasoro primary fields)を持たないということにより特徴づけられ、ムーシャイン加群が一つの例となっている。
ウィッテンの提案に従うと、AdS空間内の最大の負の宇宙定数を持つ重力は、中心電荷 {\displaystyle c=24} でCFTの分配函数がちょうど {\displaystyle j-744} 、すなわちムーンシャイン加群の次数付き指標(character)となる正則CFTのAdS/CFT双対である。ウィッテンは、「ムーンシャイン加群は、中心電荷が 24 で指標が {\displaystyle j-744} である唯一の正則頂点作用素代数(VOA)である」というフレンケル・レポウスキー・ミュールマンの予想を仮定すると、最大の負の宇宙定数を持つ純粋重力は、モンスターCFTの双対であると結論づけた。ウィッテンの提案の一部として、ヴィラソロプライマリー場はブラックホールを生成する作用素の双対であり、整合性チェックとして、彼は大きな質量の極限における、与えられた質量のブラックホールのベッケンシュタイン・ホーキングの準古典エントロピーの見積もりが、対応するムーンシャイン加群のヴィラソロプライマリーの重複度の対数に一致することを発見した。小さな質量領域ではエントロピーに対して小さな量子補正が存在し、例えば最も小さなエネルギーのプライマリー場は、{\displaystyle \log(196883)\sim 12.19}である。一方、ベッケンシュタイン・ホーキングの見積もりは{\displaystyle 4\pi \sim 12.57}である。
後日、ウィッテンは提案を精査し、大きな宇宙定数をもつ臨界CFTは、ミニマルな場合のようなモンスター対称性を持ちうると推測した。しかし、ガイオット(Gaiotto)とハーン(Höhn)の独立した仕事によりすぐに否定された。マロニーとウィッテンは、複雑な鞍点の微妙な性質がうまく機能しない限り、純粋な量子重力は分配函数に関する整合性チェックを満たさないかもしれないと示唆した。しかしながら、リーらは、モンスターCFTのカイラル部分の双対、すなわち、モンスター頂点代数でありながら、2007年にマスコット(Maschot)が提案したカイラル量子重力が安定な性質を持ちうると示唆した。ダンカンとフレンケルは、ラーデマッハーの和を使い、大域的トーラス同種(isogeny)幾何学上の正規化された和を使い、(2+1)-次元重力の分配函数としてマッカイ・トンプソン級数を再現することで、この双対性の証拠を加えた。さらに、ダンカンとフレンケルは、モンスター群の元でパラメータ化されるツイストしたカイラル重力理論の族の存在を予想し、一般ムーンシャインや重力インスタントンとの関係を示唆した。現在のところ、これら全てのアイデアは推測でしかなく、その理由の一つは、3-次元量子重力が厳密な数学的な基礎を持たないことにある。

## マチュー・ムーンシャイン
2010年、江口徹、大栗博司、立川祐二は、K3曲面上の楕円種数が、有質量状態の重複度がマチュー群 M24(Mathieu group M24)の既約表現の単純な結合のように見えるような、 N=(4,4) 超共形代数の指標へ分解できることを発見した。このことは、M24 対称性を持つ対象空間としてK3曲面を持つシグマモデルの共形場理論が存在することを示唆している。しかし、向井・近藤分類によると、シンプレクティック自己同型による任意のK3曲面上のこの群には忠実表現がなく、ガバルディエール(Gaberdiel)、ホーエンネッガー(Hohenegger)、ボロパト(Volpato)によると、任意のK3シグマモデルの共形場理論には忠実表現が存在しないため、基礎となるヒルベルト空間上に作用が現れないことはいまだに謎のままである。
マッカイ・トンプソン級数の類似で、チェン(M. Cheng)は、多重乗法函数(multiplicity function)と M24 の非自明元の次数付きトレースの両方とも、モックモジュラー形式(Mock modular form)を形成することを示唆した。2012年、ガノン(Gannon)は、重複度の最初のもの以外は M24の表現の非負整数係数の線形結合であることを証明し、ガバルディエール(Gaberdiel)、パーソン(Persson)、ローネレンフィッチ(Ronellenfitsch)、ボロパト(Volpato)は、一般ムーンシャイン函数のすべての類似物を計算し、マチュー・ムーンシャインの背後に正則共形場理論の類似物が存在することを強く示唆した。2012年には、チェン(Cheng), ダンカン(Duncan), とハーヴィー(Harvey)は、モックモジュラー形式がナイエメイヤー格子(Niemeier lattice)に付随して現れる、アンブラル・ムーンシャイン現象の数値的な証拠を集めた。A124 格子の特別な場合からマチュー・ムーンシャインが導かれるが、一般に、未だこの現象は幾何学的な解釈は存在しない。

## 何故「モンストラス・ムーンシャイン」なのか？
「モンストラス・ムーンシャイン(monstrous moonshine)」という言葉は、コンウェイにより命名された。彼は、1970年代にジョン・マッカイ(John McKay)から {\displaystyle {q}} の係数（つまり、196884）は、グライス代数(Griess algebra)の次元に正確に一致する（したって、モンスター群の最小な忠実複素表現の次数よりも 1 だけ大きい）と聞いたときに、これは気が狂いじみていて、馬鹿げた考え方であるいう意味の"moonshine"という返答をした。このように、この言葉は、モンスター群 M を意味するだけではなく、M とモジュラ函数の間の本質的な関係が馬鹿馬鹿しく見えることをも意味している。
しかしながら、「ムーンシャイン」はアメリカにおける密造ウィスキーの俗語でもあり、事実、この意味からも同じように説明される。モンスター群は、1970年代に数学者のジャン＝ピエール・セールやアンドリュー・オッグ(Andrew Ogg)、ジョン・G・トンプソンにより、 SL2(R) の部分群による双曲平面の商として研究された。特に、SL(2,R) の中のモジュラ群 Γ0(p) の正規化因子 Γ0(p)+ が研究された。セールらは、リーマン面を双曲面を Γ0(p)+ で割った商とみることにより、（リーマン面の）種数がゼロとなることと、p が 2, 3, 5, 7, 11, 13, 17, 19, 23, 29, 31, 41, 47, 59, 71 のいづれかであることと同値であることを発見した。オッグが後日にモンスター群について聞いたときに、これらは M のサイズの第一因子になることに気付き、彼はこの事実を説明できた人にジャックダニエルのボトルを進呈すると論文に記載した。